# 박상돈 (성악가)
박상돈(1984년 2월 25일 ~ )은 대한민국의 바리톤 성악가이자 가수다. 2016년 JTBC의 팬텀싱어를 통해 널리 알려졌다.

## 이력
서울 출생. 인천으로 이주해서(팬텀싱어 인천 갈라콘서트에서 언급) 살다 대전에 정착, 현재 대전에 거주중.
<팬텀싱어>는 작가와의 공통의 지인으로 인해 부탁받았으며 자신이 좋아하는 음악을 더 많은 사람과 공유하고 싶다고 생각해서 참가하기로 했다고 한다(팬텀싱어 8회에서 출연 동기부분 언급).
미스틱엔터테인먼트와 전속 계약 체결

### 학력
- 대전예술고등학교
- 충남대학교 학사
- 충남대학교 석사
- 이탈리아 Accademia Musicale Il Seminario 최고연주자과정 수료

## 음반 목록

### 디지털 싱글
- 2018: 〈그리움의 언덕〉
- 2019: 〈그대가 다 좋아요〉

## 공연
- 충남대학교 개교 50주년 기념오페라 ‘Pagliacci’ (팔리아치)
- 충남대학교 춘계 연주회, 성악정기 연주회, 협주곡의 밤
- 대전시립교향악단 협연
- 이탈리아 Norma市 리사이틀
- 오페라 ‘Andrea chénier’ (안드레아 세니에)
- 오페라 'Cosi fan tutte’ (코지 판 투테)
- 오페라 ‘Gianni Schichi’(잔니 스키키)
- 오페라 'L'elisir d'amore' (사랑의 묘약) 벨코레 역